# Williams FW18
La Williams FW18 è una monoposto di Formula 1, costruita dalla Williams per partecipare al Campionato mondiale di Formula 1 1996.

## Contesto

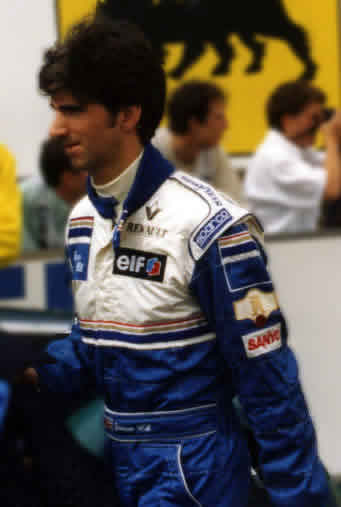
il veterano Damon Hill, alla sua quarta stagione in Williams, si fregierà dell'iride mondiale per la prima e unica volta nel 1996

### Piloti
Dopo aver disputato 3 stagioni in Williams in veste di collaudatore prima e pilota titolare poi, David Coulthard lascia il team e passa in McLaren per il 1996. Il veterano Damon Hill, alla quinta stagione nella massima serie, viene invece riconfermato come primo pilota, venendo affiancato in questa stagione dal campione in carica della Formula CART Jacques Villeneuve: il canadese, figlio dello scomparso Gilles, è all'esordio assoluto in Formula 1.

## Caratteristiche tecniche

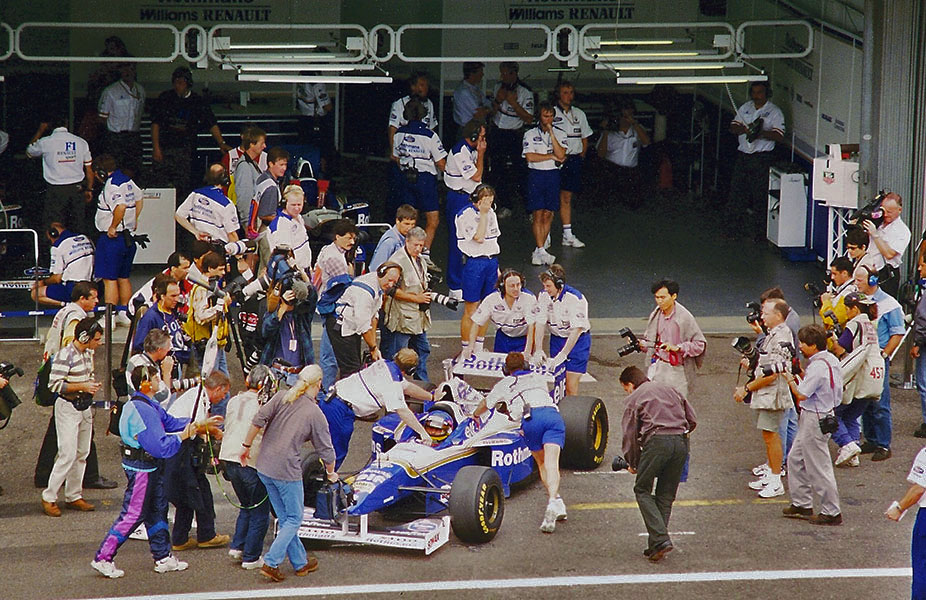
La Williams di Jacques Villeneuve ai box durante il Gran Premio del Portogallo

### Telaio e aerodinamica
A livello telaistico, la FW18 è in realtà un'evoluzione della Williams FW17B adattata ai nuovi regolamenti FIA. All'inizio del 1995 Adrian Newey crea una vettura dall'aerodinamica eccezionale, superiore alla Ferrari così come alla Benetton, ma per cause non imputabili alle qualità della monoposto la vittoria in campionato non è stata ad appannaggio della scuderia inglese, nonostante l'evidente superiorità tecnica.
Per questa stagione è quindi sufficiente partire dalla vettura dell'anno precedente. Il risultato è una monoposto già testata per la sua potenza ed efficacia, ma migliorata e aggiornata per i nuovi regolamenti; principale novità sono le protezioni a lato dell'abitacolo, rese obbligatorie per proteggere maggiormente la testa del pilota in caso di urto laterale, le pance laterali più alte e un'ala posteriore che si collega con gli scivoli posti davanti alle ruote posteriori. 

### Meccanica
Il motore montato sulla FW18 è sempre un V10 con angolo di 67° Renault, che porta in pista la nuova specifica denominata RS8B con una potenza stimata di 690 CV. A tale propulsore si aggiunge la trasmissione, semiautomatica a 6 rapporti costruita autonomamente dalla Williams.
L'elevata affidabilità del motore e la sua capacità di lavorare ad alte temperature consentirono di adottare dei radiatori di dimensioni ridotte, con conseguenti vantaggi per l'aerodinamica interna della monoposto. 

## Livrea

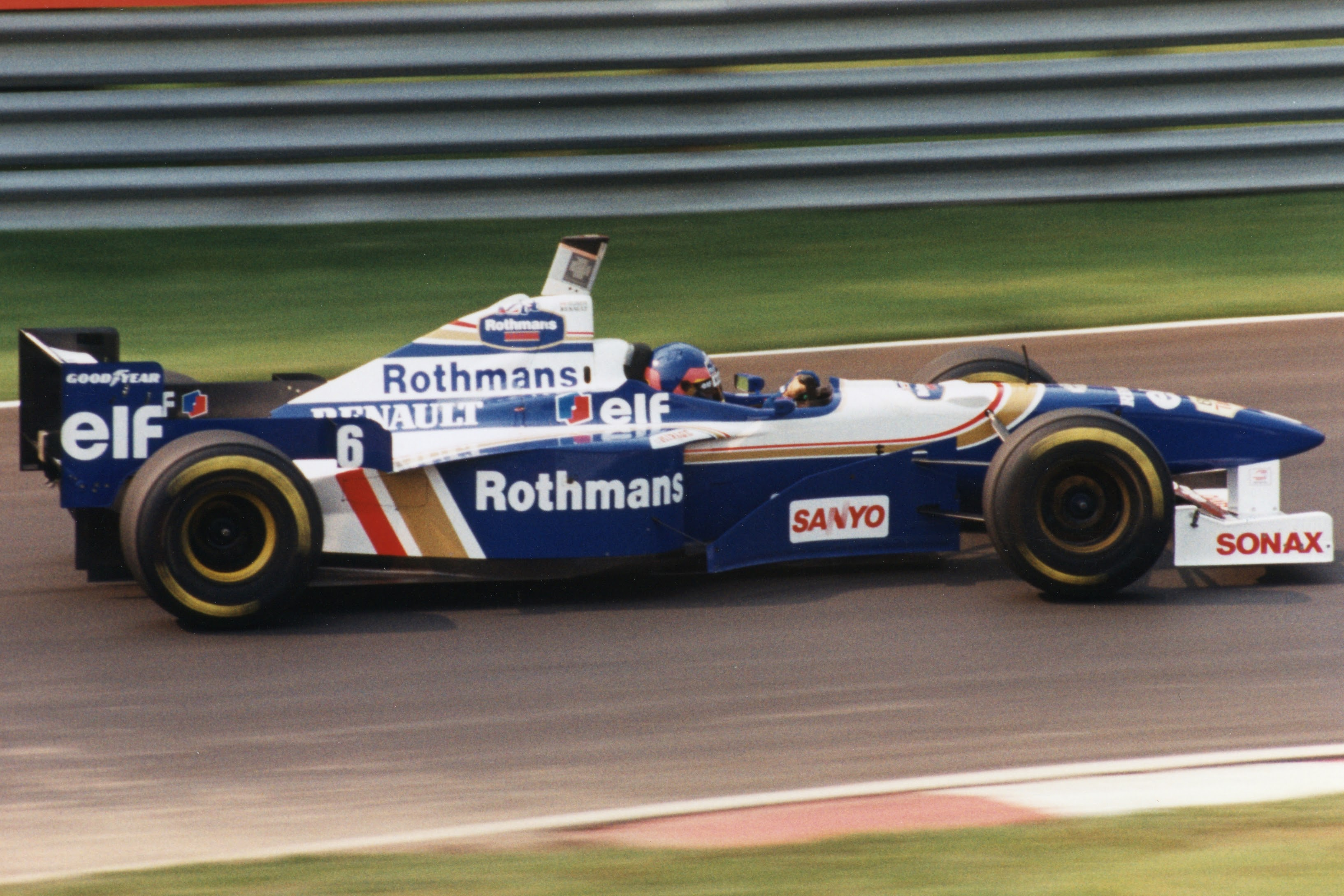
Vista laterale della FW18 di Jacques Villeneuve

La livrea non viene particolarmente rivista rimanendo dunque quasi invariata rispetto alle precedenti due stagioni, eccetto minuziose modifiche a livello di sponsorizzazioni: scompare infatti dopo due stagioni lo sponsor Segafredo, presente nel 1994 sotto l'abitacolo e nel 1995 sulle bandelle laterali delle ali, venendo sostituito dallo sponsor Elf sull'ala posteriore e Sonax su quella anteriore.

## Piloti
| Piloti ufficiali       | Piloti ufficiali         | Piloti ufficiali         |
| Nazione                | Nome                     | Numero                   |
| ---------------------- | ------------------------ | ------------------------ |
| Regno Unito (bandiera) | Damon Hill               | 5                        |
| Canada (bandiera)      | Jacques Villeneuve       | 6                        |
| Piloti di riserva      |                          |                          |
| Nazione                | Nome                     | Numero                   |
| Francia (bandiera)     | Jean-Christophe Boullion | Jean-Christophe Boullion |

## La stagione

Damon Hill al volante della FW18 nelle qualifiche del Gran Premio d'Italia 1996

Grazie anche alle crisi tecniche delle rivali dirette Benetton e Ferrari, la Williams si presenta come la macchina da battere per il campionato 1996 e lo conferma già al debutto in Australia sulla nuova pista di Melbourne, dove il debuttante Villeneuve ottiene pole e giro veloce, guidando anche per buona parte della gara in testa prima di cedere la testa della corsa a Hill per una perdita d'olio, ma arrivando comunque secondo.
L'inglese si ripete poi nelle successive due gare in Brasile e Argentina mentre in Europa il canadese vince il suo primo Gran Premio in carriera dopo aver duellato a lungo con Michael Schumacher.
Dopo un altro successo di Hill a Imola, il quinto consecutivo per il team, la Williams non termina il Gran Premio di Monaco con entrambe le vetture a causa di una collisione tra Villeneuve e Luca Badoer e un problema al motore sulla vettura di Hill; l'ex Brabham non termina nemmeno il Gran Premio di Spagna per incidente mentre il canadese torna sul podio agguantando la terza posizione in una gara svolta con condizioni di bagnato.
La Williams torna finalmente alla vittoria con Hill in occasione del successivo appuntamento in Canada e con una doppietta sia in qualifica che in gara, trovandosi a metà stagione con un vantaggio di cinquanta punti sulla Ferrari nella classifica costruttori, segno di un'evidente superiorità tecnica della FW18 sulle rivali.
A Silverstone Hill però si ritira nuovamente e Villeneuve torna alla vittoria, rimettendo in discussione la lotta al titolo tra i due compagni di box che sembrava ormai chiusa a vantaggio del britannico, che però ha modo di rifarsi arrivando primo in Germania e allungando in classifica sul rivale.
In Ungheria è invece Villeneuve che trionfa nuovamente e, grazie al secondo posto di Hill, la Williams conquista matematicamente il titolo costruttori con quattro gare d'anticipo. In Belgio e in Italia ad imporsi è però una rediviva Ferrari con Schumacher in entrambe le occasioni, mentre chi dei due Williams è quello che raccoglie più punti è Villeneuve che ha quindi modo di riavvicinarsi a Hill in classifica. Nel penultimo Gran Premio in Portogallo il canadese trionfa ancora e diminuisce il distacco dal primo posto mentre Hill limita i danni arrivando in seconda posizione; nonostante essere un debuttante e quindi avere poca esperienza alla guida di monoposto radicalmente diverse da quelle della Formula CART, il canadese riesce a tenere aperto il mondiale fino all'ultimo round, quello decisivo, in Giappone, avendo tra le mani la possibilità di laurearsi campione alla stagione d'esordio (primo caso nella storia della Formula 1 se si esclude la stagione 1950).
Tuttavia, alla vigilia dell'ultimo round di Suzuka, Hill gode ancora dei favori del pronostico grazie ai 9 punti di vantaggio di cui dispone: per mettere le mani sul titolo, Villeneuve deve infatti vincere la corsa con Hill settimo (o peggio), mentre all'inglese basterebbe un solo punto per l'iride (anche a condizione di arrivare a pari punti in classifica).
Al sabato la pole è ad appannaggio del canadese e Hill si deve accontentare del secondo posto; al contrario, in gara la situazione cambia drasticamente: Hill prende la testa della corsa mentre Villeneuve parte male e scivola in sesta posizione, ritrovandosi subito nella condizione di dover inseguire. Il canadese però non demorde e completa una serie di giri veloci fino a risalire al quarto posto, che tiene fino al 37º giro, quando deve rinunciare definitivamente al mondiale: la sua FW18 perde infatti la ruota posteriore destra costringendolo a fermarsi a bordo pista.
Per Hill è dunque fatta e completare la gara diventa dunque solo una formalità, l'inglese infatti non ha mai perso la testa della corsa, margina gli avversari e vince gara e titolo, riuscendo nell'impresa per la prima e unica volta in carriera, dopo esserci solo andato vicino nel 1994 e diventando il primo figlio d'arte a conquistare il tetto del mondo 28 anni dopo suo padre Graham.
Per il team di Frank Williams è invece la miglior stagione della sua storia, conclusasi con 12 vittorie (di cui 6 doppiette), 12 pole position e ben 175 punti iridati.

## Risultati F1
| Anno | Team                     | Motore                    | Gomme | Piloti     |   |     |   |   |    |     |     |   |   |     |   |   |   |     |   |     | Punti | Pos. |
| ---- | ------------------------ | ------------------------- | ----- | ---------- | - | --- | - | - | -- | --- | --- | - | - | --- | - | - | - | --- | - | --- | ----- | ---- |
| 1996 | Rothmans Williams Racing | Renault RS8B, 3.0 V10 67° | G     | Hill       | 1 | 1   | 1 | 4 | 1  | Rit | Rit | 1 | 1 | Rit | 1 | 2 | 5 | Rit | 2 | 1   | 175   | 1º   |
| 1996 | Rothmans Williams Racing | Renault RS8B, 3.0 V10 67° | G     | Villeneuve | 2 | Rit | 2 | 1 | 11 | Rit | 3   | 2 | 2 | 1   | 3 | 1 | 2 | 7   | 1 | Rit | 175   | 1º   |

| Legenda | 1º posto     | 2º posto | 3º posto    | A punti         | Senza punti/Non class.  | Grassetto – Pole position Corsivo – Giro più veloce |
| Legenda | Squalificato | Ritirato | Non partito | Non qualificato | Solo prove/Terzo pilota | Grassetto – Pole position Corsivo – Giro più veloce |

## Curiosità
La Williams FW18 compare nei videogiochi F1 06 e F1 Championship Edition, sulle piattaforme PlayStation 2, PlayStation 3, PlayStation Portable. Inoltre compare in F1 2017 sulle piattaforme PlayStation 4, Xbox One e PC. Compare infine anche in un videogame non riguardante direttamente la Formula 1: TOCA Race Driver 3.